# Jean-Pierre Jabouille
Jean-Pierre Alain Jabouille (* 1. Oktober 1942 in Paris; † 2. Februar 2023 in Saint-Cloud) war ein französischer Automobilrennfahrer. Er startete von 1975 bis 1981 in der Automobil-Weltmeisterschaft und erzielte dabei zwei Siege.

## Karriere
Jean-Pierre Jabouille begann seine Karriere 1965 mit Bergrennen, wechselte aber bald mit der Hilfe seines Mechanikers und späteren Schwagers Jacques Laffite in die französische Formel 3, wo er auf einem Kunden-Brabham und später auf Matra bald Eindruck machte und 1968, 1969 und 1971 jeweils die Vizemeisterschaft gewann. Auf Matra fuhr er auch in der Formel 2, wo er 1976 Europameister wurde, sowie außerdem für das Matra-Sportwagenteam.

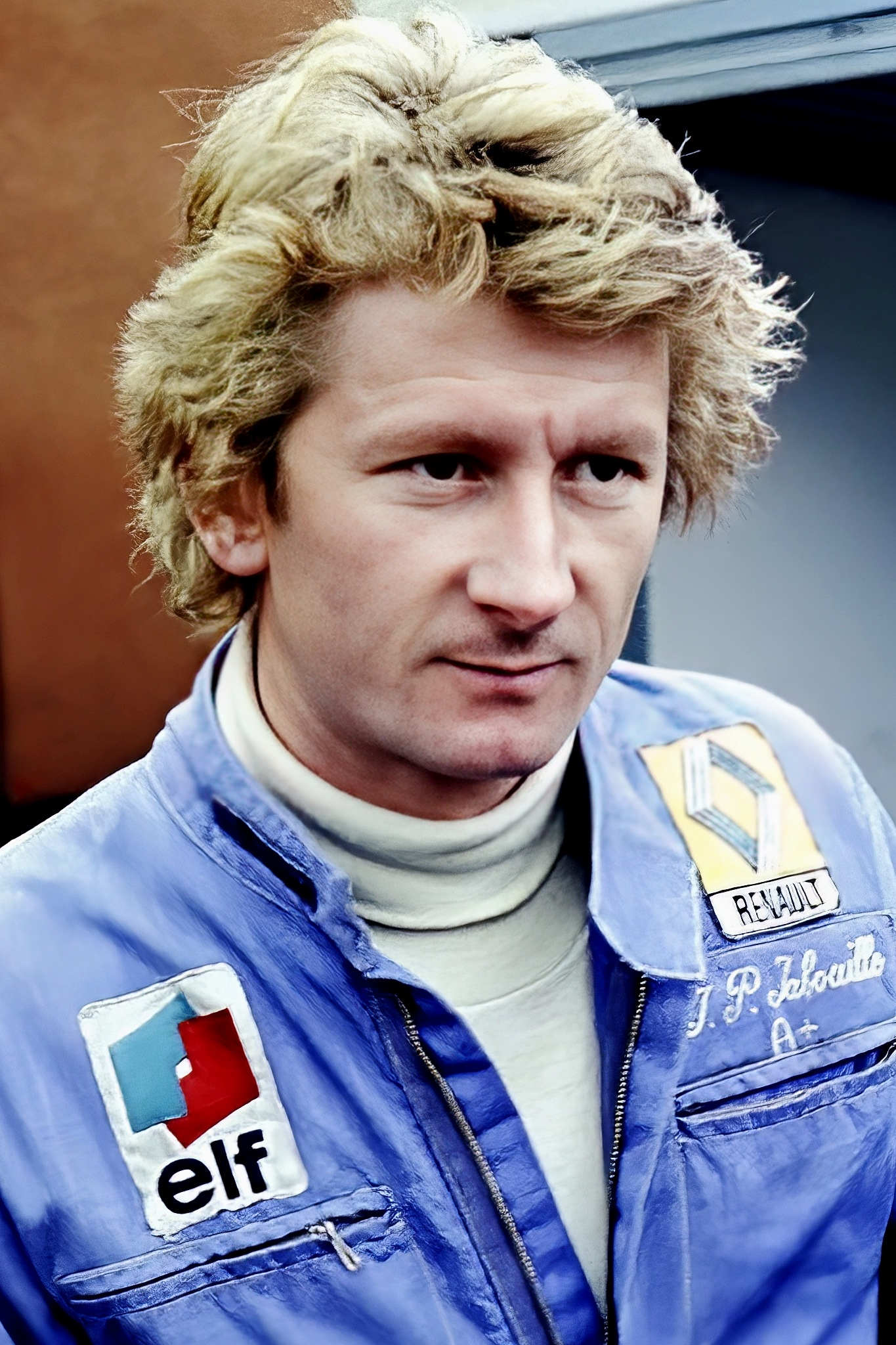
Jean-Pierre Jabouille 1975 beim F2-Rennen in Zolder

Seinen ersten Versuch in der Formel 1 unternahm Jabouille beim Großen Preis von Frankreich 1974 in Dijon, als er für das unterfinanzierte britische Team Frank Williams Racing Cars gemeldet wurde. Williams setzte seinerzeit selbst entwickelte Fahrzeuge unter der Bezeichnung Iso-Marlboro FW01 ein, die technisch nicht ausgereift waren. Mit diesem Rennwagen war Jabouille überfordert; er verpasste die Qualifikation um 0,7 Sekunden deutlich.
Sein Renndebüt in der Formel 1 gab Jabouille ein Jahr später auf dem Circuit Paul Ricard. Diesmal fuhr er für das besser ausgestattete Team Tyrrell, das für Jabouille einen dritten Wagen neben den Stammfahrern Jody Scheckter und Patrick Depailler einsetzte. Jabouille kam hier als 12. ins Ziel.
1977 begann die Phase seiner Karriere, die ihn weithin bekannt machen sollte: Er wurde als Einsatz- und Testfahrer des neuen Formel-1-Rennstalls von Renault engagiert. Renault wagte das damals schier Undenkbare und setzte als Triebwerk einen 1,5-Liter-V6-Motor mit Turboaufladung ein. Unter dem Spott der Konkurrenz („teapot“) verlief das Premierenjahr mit unzähligen Defekten im Motorbereich enttäuschend, aber schon im Jahr darauf konnten die ersten Punkte erzielt werden und 1979 kam endgültig der Durchbruch, als Jabouille den Großen Preis von Frankreich in Dijon gewinnen konnte. Diesen Erfolg konnte er 1980 beim Großen Preis von Österreich wiederholen, außerdem stand er in beiden Jahren insgesamt sechsmal auf der Pole-Position.
Der ausgezeichnete Testfahrer Jabouille hatte den Renault zu einem front-runner gemacht, doch die raketenhafte Schnelligkeit des Renault-Turbo hatte ihre Kehrseite in vielen Defekten, die Jabouille zahlreiche Spitzenpositionen kosteten. Beim Großen Preis von Kanada in Montreal im Oktober 1980 erlitt Jabouille bei einem schweren Unfall so komplizierte Beinbrüche, dass seine Formel-1-Karriere de facto beendet war. Er versuchte zwar 1981 ein Comeback auf Ligier-Talbot, musste dieses Engagement jedoch schon nach drei Rennen wieder aufgeben. Nach einem kurzen Gastspiel im Management von Ligier kehrte er dem Sport völlig den Rücken und eröffnete ein Restaurant in Paris.
1984 wagte Jean-Pierre Jabouille ein Comeback als Rennfahrer für Peugeot in der französischen Tourenwagenmeisterschaft. Dieser Marke sollte er in den folgenden Jahren treu bleiben, zuerst als Rennfahrer 1992 und 1993 in Le Mans und dann als Peugeot-Sportchef. In dieser Funktion führte er Peugeot als Motorenpartner von McLaren in die Formel 1, jedoch wurde er nach zwei schwachen Saisons 1996 von seiner Funktion entbunden. Er baute danach sein eigenes Sportwagenteam JB-Racing auf. 2005 bestritt Jabouille an der Seite von Alain Prost Rennen zur französischen GT-Serie.
Er starb am 2. Februar 2023 im Alter von 80 Jahren.

## Statistik

### Statistik in der Automobil-/Automobil-Weltmeisterschaft

#### Grand-Prix-Siege
| - 1979 Großer Preis von Frankreich (Dijon-Prenois) | - 1980 Großer Preis von Österreich (Spielberg) |

#### Gesamtübersicht
| Saison | Team                                    | Chassis                        | Motor                       | Rennen | Siege | Zweiter | Dritter | Poles | schn. Rennrunden | Punkte | WM-Pos. |
| ------ | --------------------------------------- | ------------------------------ | --------------------------- | ------ | ----- | ------- | ------- | ----- | ---------------- | ------ | ------- |
| 1974   | Frank Williams Racing Cars Team Surtees | Iso-Marlboro FW01 Surtees TS16 | Ford-Cosworth DFV 3.0 V8    | 2      | –     | –       | –       | –     | –                | –      | NC      |
| 1975   | Elf Team Tyrrell                        | Tyrrell 007                    | Ford-Cosworth DFV 3.0 V8    | 1      | –     | –       | –       | –     | –                | –      | NC      |
| 1977   | Equipe Renault Elf                      | Renault RS01                   | Renault-Gordini EF1 1.5 V6t | 5      | –     | –       | –       | –     | –                | –      | NC      |
| 1978   | Equipe Renault Elf                      | Renault RS01                   | Renault-Gordini EF1 1.5 V6t | 14     | –     | –       | –       | –     | –                | 3      | 17.     |
| 1979   | Equipe Renault Elf                      | Renault RS01 Renault RS10      | Renault-Gordini EF1 1.5 V6t | 15     | 1     | –       | –       | 4     | –                | 9      | 13.     |
| 1980   | Equipe Renault Elf                      | Renault RE20                   | Renault-Gordini EF1 1.5 V6t | 13     | 1     | –       | –       | 2     | –                | 9      | 8.      |
| 1981   | Equipe Talbot Gitanes                   | Ligier JS17                    | Matra MS81 3.0 V12          | 5      | –     | –       | –       | –     | –                | 0      | NC      |
| Gesamt | Gesamt                                  | Gesamt                         | Gesamt                      | 55     | 2     | 0       | 0       | 6     | 0                | 21     |         |

#### Einzelergebnisse
| Saison | 1   | 2   | 3   | 4   | 5   | 6   | 7   | 8   | 9   | 10  | 11  | 12  | 13  | 14  | 15  | 16 | 17 |
| ------ | --- | --- | --- | --- | --- | --- | --- | --- | --- | --- | --- | --- | --- | --- | --- | -- | -- |
| 1974   |     |     |     |     |     |     |     |     |     |     |     |     |     |     |     |    |    |
|        |     |     |     |     |     |     |     | DNQ |     |     | DNQ |     |     |     |     |    |    |
| 1975   |     |     |     |     |     |     |     |     |     |     |     |     |     |     |     |    |    |
|        |     |     |     |     |     |     |     | 12  |     |     |     |     |     |     |     |    |    |
| 1977   |     |     |     |     |     |     |     |     |     |     |     |     |     |     |     |    |    |
|        |     |     |     |     |     |     |     |     | DNF |     |     | DNF | DNF | DNF | DNQ |    |    |
| 1978   |     |     |     |     |     |     |     |     |     |     |     |     |     |     |     |    |    |
|        |     | DNF | DNF | 10  | NC  | 13  | DNF | DNF | DNF | DNF | DNF | DNF | DNF | 4   | 12  |    |    |
| 1979   |     |     |     |     |     |     |     |     |     |     |     |     |     |     |     |    |    |
| DNF    | 10  | DNF | DNS | DNF | DNF | NC  | 1   | DNF | DNF | DNF | DNF | 14* | DNF | DNF |     |    |    |
| 1980   |     |     |     |     |     |     |     |     |     |     |     |     |     |     |     |    |    |
| DNF    | DNF | DNF | 10  | DNF | DNF | DNF | DNF | DNF | 1   | DNF | DNF | DNF |     |     |     |    |    |
| 1981   |     |     |     |     |     |     |     |     |     |     |     |     |     |     |     |    |    |
|        |     | DNQ | NC  | DNF | DNQ | DNF |     |     |     |     |     |     |     |     |     |    |    |

| Legende  | Legende            | Legende                                                          |
| Farbe    | Abkürzung          | Bedeutung                                                        |
| -------- | ------------------ | ---------------------------------------------------------------- |
| Gold     | –                  | Sieg                                                             |
| Silber   | –                  | 2. Platz                                                         |
| Bronze   | –                  | 3. Platz                                                         |
| Grün     | –                  | Platzierung in den Punkten                                       |
| Blau     | –                  | Klassifiziert außerhalb der Punkteränge                          |
| Violett  | DNF                | Rennen nicht beendet (did not finish)                            |
| Violett  | NC                 | nicht klassifiziert (not classified)                             |
| Rot      | DNQ                | nicht qualifiziert (did not qualify)                             |
| Rot      | DNPQ               | in Vorqualifikation gescheitert (did not pre-qualify)            |
| Schwarz  | DSQ                | disqualifiziert (disqualified)                                   |
| Weiß     | DNS                | nicht am Start (did not start)                                   |
| Weiß     | WD                 | zurückgezogen (withdrawn)                                        |
| Hellblau | PO                 | nur am Training teilgenommen (practiced only)                    |
| Hellblau | TD                 | Freitags-Testfahrer (test driver)                                |
| ohne     | DNP                | nicht am Training teilgenommen (did not practice)                |
| ohne     | INJ                | verletzt oder krank (injured)                                    |
| ohne     | EX                 | ausgeschlossen (excluded)                                        |
| ohne     | DNA                | nicht erschienen (did not arrive)                                |
| ohne     | C                  | Rennen abgesagt (cancelled)                                      |
| ohne     | keine WM-Teilnahme |                                                                  |
| sonstige | P/fett             | Pole-Position                                                    |
| sonstige | 1/2/3/4/5/6/7/8    | Punktplatzierung im Sprint-/Qualifikationsrennen                 |
| sonstige | SR/kursiv          | Schnellste Rennrunde                                             |
| sonstige | *                  | nicht im Ziel, aufgrund der zurückgelegten Distanz aber gewertet |
| sonstige | ()                 | Streichresultate                                                 |
| sonstige | unterstrichen      | Führender in der Gesamtwertung                                   |

### Le-Mans-Ergebnisse
| Jahr | Team                               | Fahrzeug           | Teamkollege          | Teamkollege    | Teamkollege   | Platzierung | Ausfallgrund     |
| ---- | ---------------------------------- | ------------------ | -------------------- | -------------- | ------------- | ----------- | ---------------- |
| 1968 | Société des Automobiles Alpine     | Alpine A220        | Masten Gregory       |                |               | Ausfall     | Elektrik         |
| 1969 | Société des Automobiles Alpine     | Alpine A220        | Patrick Depailler    |                |               | Ausfall     | Antriebswelle    |
| 1970 | Equipe Matra-Simca                 | Matra-Simca MS660  | Patrick Depailler    |                |               | Ausfall     | Motorschaden     |
| 1972 | Equipe Matra Simca                 | Matra MS660C       | David Hobbs          |                |               | Ausfall     | Kupplungsschaden |
| 1973 | Equipe Matra Simca Shell           | Matra MS670B       | Jean-Pierre Jaussaud |                |               | Rang 3      |                  |
| 1974 | Equipe Gitanes                     | Matra-Simca MS670C | François Migault     |                |               | Rang 3      |                  |
| 1976 | Renault Sport                      | Alpine A442        | José Dolhem          | Patrick Tambay |               | Ausfall     | Zylinderschaden  |
| 1977 | Team Renault Sport                 | Alpine A442        | Derek Bell           |                |               | Ausfall     | Motorschaden     |
| 1978 | Equipe Renault Elf Sport Calberson | Alpine A442B       | José Dolhem          | Jean Ragnotti  | Guy Fréquelin | Ausfall     | Motorschaden     |
| 1989 | Team Sauber Mercedes               | Sauber C9          | Jean-Louis Schlesser | Alain Cudini   |               | Rang 5      |                  |
| 1991 | Peugeot Talbot Sport               | Peugeot 905        | Philippe Alliot      | Mauro Baldi    |               | Ausfall     | Motorschaden     |
| 1992 | Peugeot Talbot Sport               | Peugeot 905        | Philippe Alliot      | Mauro Baldi    |               | Rang 3      |                  |
| 1993 | Peugeot Talbot Sport               | Peugeot 905        | Philippe Alliot      | Mauro Baldi    |               | Rang 3      |                  |

### Einzelergebnisse in der Sportwagen-Weltmeisterschaft
| Saison | Team                 | Rennwagen               | 1   | 2   | 3   | 4   | 5   | 6   | 7   | 8   | 9   | 10  | 11  | 12  | 13  | 14  |
| ------ | -------------------- | ----------------------- | --- | --- | --- | --- | --- | --- | --- | --- | --- | --- | --- | --- | --- | --- |
| 1966   | Hubert Giraud        | Marcos Mini GT          | DAY | SEB | MON | TAR | SPA | NÜR | LEM | MUG | CCE | HOK | SIM | NÜR | ZEL |     |
| 1966   | Hubert Giraud        | Marcos Mini GT          | DNF |     |     |     |     |     |     |     |     |     |     |     |     |     |
| 1968   | Alpine               | Alpine A220             | DAY | SEB | BRH | MON | TAR | NÜR | SPA | WAT | ZEL | LEM |     |     |     |     |
| 1968   | Alpine               | Alpine A220             |     |     |     |     |     |     | DNF |     |     |     |     |     |     |     |
| 1969   | Alpine               | Alpine A220             | DAY | SEB | BRH | MON | TAR | SPA | NÜR | LEM | WAT | ZEL |     |     |     |     |
| 1969   | Alpine               | Alpine A220             |     |     |     | 6   |     | DNF |     | DNF |     |     |     |     |     |     |
| 1970   | Matra                | Matra MS660             | DAY | SEB | BRH | MON | TAR | SPA | NÜR | LEM | WAT | ZEL |     |     |     |     |
| 1970   | Matra                | Matra MS660             |     |     |     |     | DNF |     |     |     |     |     |     |     |     |     |
| 1971   | Matra                | Matra MS660             | BUA | DAY | SEB | BRH | MON | SPA | TAR | NÜR | LEM | ZEL | WAT |     |     |     |
| 1971   | Matra                | Matra MS660             | DNF |     |     |     |     |     |     |     |     |     |     |     |     |     |
| 1972   | Matra                | Matra MS660             | BUA | DAY | SEB | BRH | MON | SPA | TAR | NÜR | LEM | ZEL | WAT |     |     |     |
| 1972   | Matra                | Matra MS660             |     |     |     |     |     | DNF |     |     |     |     |     |     |     |     |
| 1973   | Matra                | Matra MS670             | DAY | VAL | DIJ | MON | SPA | TAR | NÜR | LEM | ZEL | WAT |     |     |     |     |
| 1973   | Matra                | Matra MS670             |     |     |     |     | 3   |     |     |     |     |     |     |     |     |     |
| 1974   | Alpine Matra         | Alpine A441 Matra MS670 | MON | SPA | NÜR | IMO | LEM | ZEL | WAT | LEC | BRH | KYA |     |     |     |     |
| 1974   | Alpine Matra         | Alpine A441 Matra MS670 |     |     | 10  |     | 3   |     |     |     |     |     |     |     |     |     |
| 1975   | Alpine Renault       | Alpine A441 Alpine A442 | DAY | MUG | DIJ | MON | SPA | PER | NÜR | ZEL | WAT |     |     |     |     |     |
| 1975   | Alpine Renault       | Alpine A441 Alpine A442 |     | 1   | DNF | 3   |     |     | 4   |     |     |     |     |     |     |     |
| 1976   | Renault Sport        | Alpine A442             | MUG | VAL | NÜR | MON | SIL | IMO | NÜR | ZEL | PER | WAT | MOS | DIJ | DIJ | SAL |
| 1976   | Renault Sport        | Alpine A442             |     |     | DNF | DNF |     |     |     |     |     |     | 17  |     | 3   |     |
| 1978   | Sport Calberson      | Alpine A442             | DAY | SEB | MUG | TAL | DIJ | SIL | NÜR | LEM | MIS | DAY | WAT | VAL | ROD |     |
| 1978   | Sport Calberson      | Alpine A442             |     |     |     |     | 4   |     |     |     |     |     |     |     |     |     |
| 1990   | Peugeot Talbot Sport | Peugeot 905             | SUZ | MON | SIL | SPA | DIJ | NÜR | DON | MOT | MEX |     |     |     |     |     |
| 1990   | Peugeot Talbot Sport | Peugeot 905             |     |     |     |     |     |     |     | DNF | 13  |     |     |     |     |     |
| 1991   | Peugeot Talbot Sport | Peugeot 905             | SUZ | MON | SIL | LEM | NÜR | MAG | MEX | AUT |     |     |     |     |     |     |
| 1991   | Peugeot Talbot Sport | Peugeot 905             | DNF |     |     |     |     |     |     |     |     |     |     |     |     |     |
| 1992   | Peugeot Talbot Sport | Peugeot 905             | MON | SIL | LEM | DON | SUZ | MAG |     |     |     |     |     |     |     |     |
| 1992   | Peugeot Talbot Sport | Peugeot 905             | 3   |     |     |     |     |     |     |     |     |     |     |     |     |     |